# Bizonski ponor Head-Smashed-In
Bizonski ponor Head-Smashed-In (engleski: Head-Smashed-In Buffalo Jump, siksika: Estipah-skikikini-kots, tj. „Bizonski ponor utisnute glave”) je tradicionalno lovište bizona u podbrđu Stjenjaka koje se izdiže iz prostrane prerije oko 18 km sjeverozapadno od grada Fort Macleod na jugoistoku kanadske pokrajine Alberte. Ime mu potječe od Blackfoot legende prema kojoj je mladi ratnik u želji da izbliza vidi kako bizoni padaju s litice, pao i bio pokopan ispod bizona. Kasnije su ga pronašli s glavom utisnutom u tlo zbog težine bizona.
Godine 1981., Bizonski ponor Head-Smashed-In je upisan na UNESCO-ov popis mjesta svjetske baštine u Sjevernoj Americi kao „dom i muzej na otvorenom kulture naroda Blackfoot”.

## Odlike
„Bizonske ponore” (buffalo jumps) su posljednjih 5.700 godina koristili starosjedilački narodi prerije kako bi lovili bizone tako što su ih tjerali na pad s visokih litica. Mjesta takvog lova su poznata i drugdje na svijetu, poput Solutré-Pouilly u Francuskoj (gdje su ubijani divlji konji) ili Dolní Věstonice u Češkoj (gdje su ubijani mamuti), ali je bizonski ponor Head-Smashed-In daleko najveći i bio je najdulje u uporabi.
Prije kasnijeg uvođenja konja, Blackfoot indijanci bi se obukli u kože kojota i vukova, te bi plašeći potjerali bizone s 3 km udaljenih brda Porcupine Hills („Dikobraščeva brda”) do zapadne linije goleme prerije (površine od oko 40 km²) koja je završavala stotinama stjenovitih litica. „Bizonski trkači” su bili posebno obučeni mladići koji su izučavali ponašanje životinja kako bi ih znali opkoliti straga i uz vjetar, te potom vičući i mašući robom potjerati u trk. Bizoni bi znali stati prije litice, ali bi ih težina krda iza njih gurnula u ponor. Bizoni bi se polomili tako da su ih poslije mogli lako savladati u podnožju litice i odnijeti na obradu u obližnji kamp. U kampu, koji je morao biti na mjestu sa svježom vodom, bizoni su u potpunosti iskorištavani; od mesa koje se sušilo suncem na kamenju, do proizvodnje alatki od kostiju, masti od koštane srži i koža za šatore. U blizini bizonskog ponora Head-Smashed-In pronađeni su ostaci kamenih temelja za šatore (tzv. "tipi prstenje") koji su služili da učvrste šator protiv vjetra.
Nadalje, lov na bizone, koji se odvijao sezonski, imao je i duhovnu važnost, te je obogaćivao umjetnost i kulturu naroda koji je nakon lova imao vremena za dokolicu i užitak.
Bizonski ponor Head-Smashed-In je sam dug oko 300 metara i na najvišem dijelu visok 11 m. Naslage kostiju u njegovom podnožju su duboke do 12 m, a pronađeni su i brojni ostaci polomljenog kamenog oružja, te na stotine starijih kamenih i novijih vrhova strijelica, što govori o tisućljetnoj uporabi za lov.

## Vanjske poveznice
- Parks Canada web site  Arhivirana inačica izvorne stranice od 14. veljače 2004. (Wayback Machine) (engl.)
- Head-Smashed-In Buffalo Jump Interpretive Centre (engl.)
- Imagining Head Smashed-In, revizija knjige (engl.)